# Campile
För andra betydelser, se Campile (olika betydelser).
Campile är en kommun i departementet Haute-Corse på ön Korsika i Frankrike. Kommunen ligger i kantonen Alto-di-Casaconi som tillhör arrondissementet Corte. År 2022 hade Campile 181 invånare.

## Befolkningsutveckling
Antalet invånare i kommunen Campile
Referens:INSEE